# Ayele Abshero

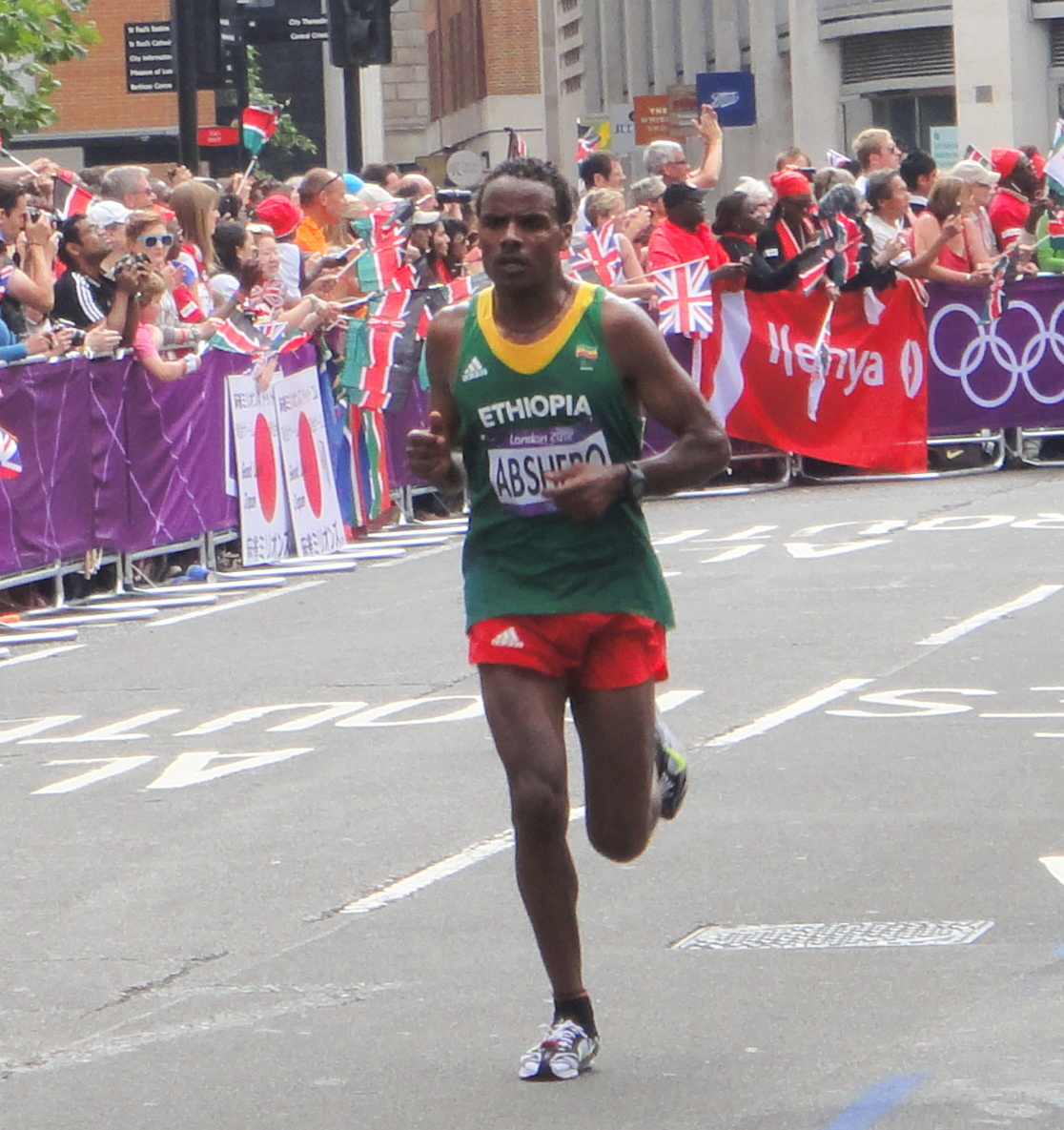
Ayele Abshero beim olympischen Marathon 2012

Ayele Abshero (* 28. Dezember 1990 in Yeboba) ist ein äthiopischer Langstreckenläufer.
Seinen ersten internationalen Auftritt hatte er beim Juniorenrennen der Crosslauf-Weltmeisterschaften 2008, wo er Silber gewann. Im Herbst siegte er beim Zevenheuvelenloop über 15 km.
2009 gewann er Gold im Juniorenrennen der Crosslauf-WM in Amman und wurde Dritter beim Montferland Run.
2010 kam er beim Seniorenrennen der Crosslauf-WM in Bydgoszcz auf den 24. Platz. Einem Sieg beim Hemmeromloop folgte ein dritter Platz beim Zevenheuvelenloop.
2011 siegte er beim Egmond-Halbmarathon und wurde Vierter beim CPC Loop Den Haag.
Zu Beginn der Saison 2012 stellte er beim Dubai-Marathon einen Streckenrekord auf. Seine Zeit von 2:04:23 h war das schnellste je erzielte Debüt über die 42,195-km-Distanz. Im Frühling siegte er beim Yangzhou-Jianzhen-Halbmarathon.
Sein Bruder Tessema Absher ist ein erfolgreicher Marathonläufer.

## Persönliche Bestzeiten
- 3000 m: 7:40,08 min, 18. Juli 2010, Tanger
- 5000 m: 13:11,38 min, 1. Juni 2009, Hengelo
- 10.000 m: 27:48,84 min, 3. Juni 2011, Eugene
- 10-km-Straßenlauf: 27:56 min, 20. Mai 2012, Manchester
- 15-km-Straßenlauf: 42:02 min, 21. November 2010, Nijmegen
- 20-km-Straßenlauf: 56:45 min, 13. März 2011, Den Haag
- Halbmarathon: 59:42 min, 13. März 2011, Den Haag
- 25-km-Straßenlauf: 1:13:17 h, 13. Oktober 2013, Chicago
- 30-km-Straßenlauf: 1:27:50 h, 21. April 2013, London
- Marathon: 2:04:23 h, 27. Januar 2012, Dubai